# Дроздувка (Люблінське воєводство)
Дроздувка (пол. Drozdówka) — село в Польщі, у гміні Устимів Любартівського повіту Люблінського воєводства. Населення — 265 осіб (2011).

## Історія
За даними етнографічної експедиції 1869—1870 років під керівництвом Павла Чубинського, у селі переважно проживали римо-католики, меншою мірою — греко-католики, які розмовляли українською мовою.
У 1975—1998 роках село належало до Люблінського воєводства.

## Демографія
Демографічна структура станом на 31 березня 2011 року:
|          | Загалом | Допрацездатний вік | Працездатний вік | Постпрацездатний вік |
| -------- | ------- | ------------------ | ---------------- | -------------------- |
| Чоловіки | 128     | 25                 | 86               | 17                   |
| Жінки    | 137     | 30                 | 67               | 40                   |
| Разом    | 265     | 55                 | 153              | 57                   |